# Darymna forticarinata
Darymna forticarinata là một loài tò vò trong họ Ichneumonidae.